# Siurana (Olivenöl)

Anbaugebiete für Olivenöl mit geschützter Ursprungsbezeichnung in Katalonien

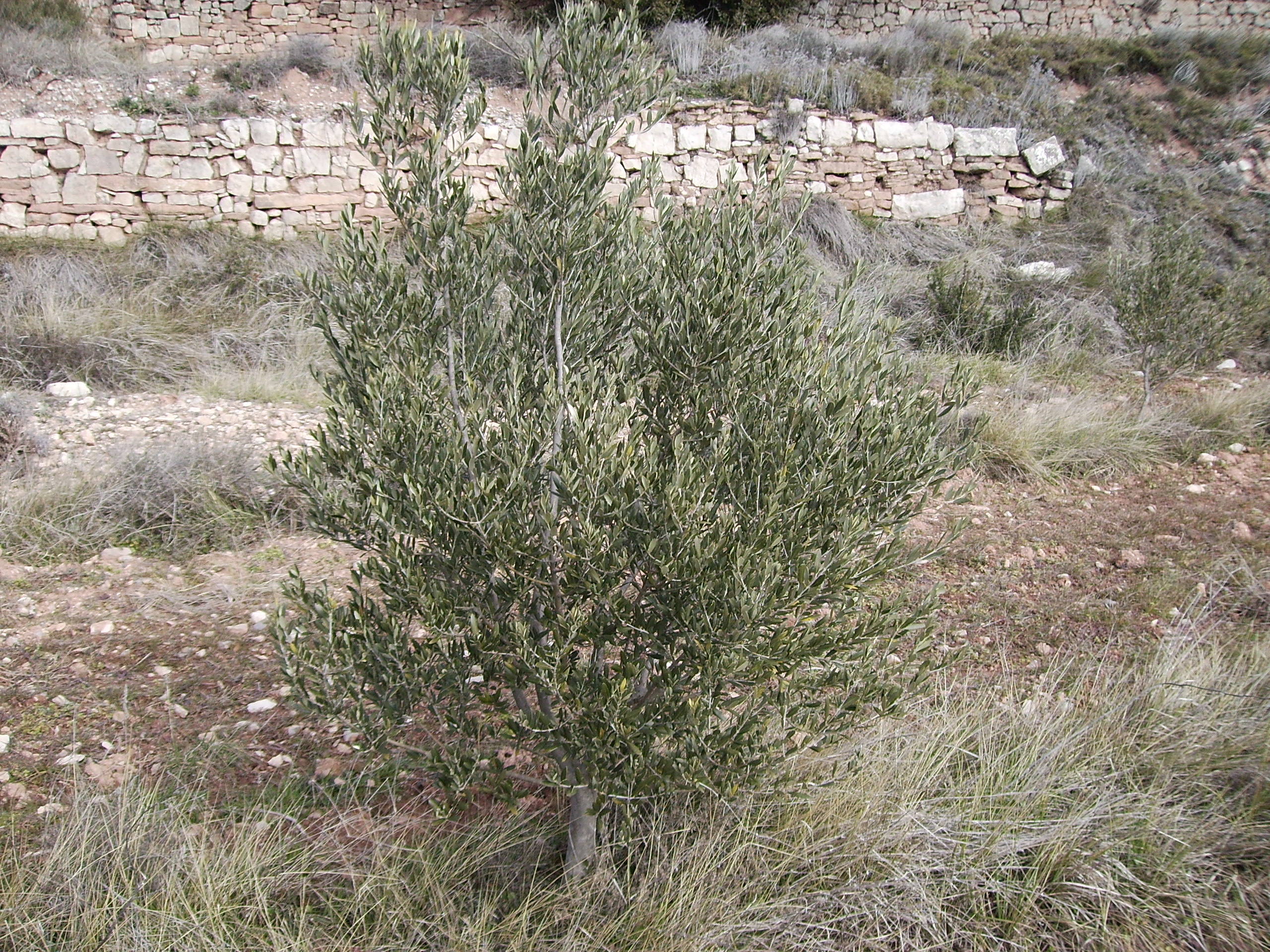
Olivenbaum der Sorte Arbequina

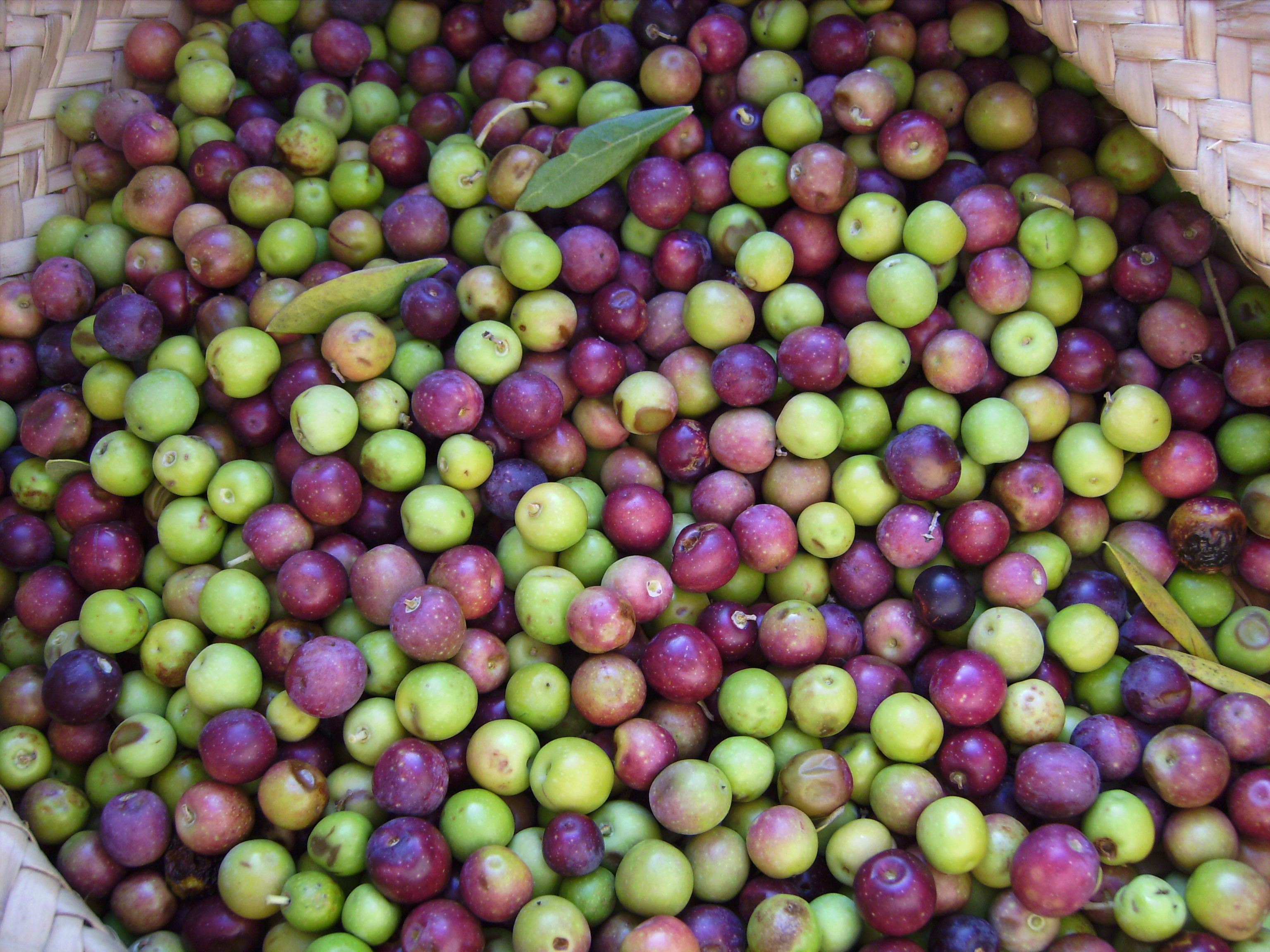
Oliven der Sorte Arbequina

DOP Siurana ist die geschützte Ursprungsbezeichnung eines Olivenöls aus Katalonien. Sie wird durch den Kontrollrat des Consell Regulador de la Denominació d’Origen Protegida (DOP) Siurana mit Sitz in Reus überprüft und ist die älteste geschützte Herkunftsbezeichnung für Olivenöl. Die Ursprungsbezeichnung nimmt Bezug auf den Ort Siurana und den gleichnamigen Fluss im Zentrum des Anbaugebiets.

## Anbaugebiet
Das Ursprungsgebiet umfasst einen Streifen in der Provinz Tarragona entlang des Mittelmeers. Anbau, Pressung, Lagerung und Abfüllung erfolgt ausschließlich bei 6000 Produzenten in den Gemeinden der Comarques Priorat, Baix Camp, Baix Penedès, Alt Camp, Conca de Barberà, Tarragonès sowie in den Gemeinden La Palma d’Ebre, Garcia und dem Teilort Serra d'Almos von Tivissa in der Comarca Ribera d’Ebre. Das Klima dieser Region mit einer jährlichen Niederschlagsmenge von durchschnittlich 380 bis 550 mm und einer
durchschnittlichen Jahrestemperatur von 14,5 °C bis 16 °C bieten die geeigneten Voraussetzungen für den Anbau der Olivenbäume. Das eingetragene und kontrollierte Anbaugebiet umfasst 12000 Hektar, die durchschnittliche jährliche Produktion von DOP Siurana beträgt rund 4000 Tonnen. Die Ernte 2008/2009 erbrachte 5100 Tonnen. Anbau und Ernte der Oliven sowie die Herstellung des Öls werden kontrolliert.

## Das Öl
Bei DOP Siurana handelt es sich um ein natives Olivenöl aus erster Pressung, das direkt und nur mittels mechanischer Prozesse von Oliven der Sorten „Arbequina“ (mindestens 90 Prozent), „Royal“ und „Morrut“ gewonnen wird. Dadurch werden die natürliche Zusammensetzung des Öls nicht verändert und die Inhaltsstoffe bleiben erhalten. Die Olivenernte erfolgt im November und Dezember. Je nach Erntezeitpunkt hat das Öl eine stärker grünliche oder gelbliche Färbung. Das Siurana-Öl hat nur wenig Bitterstoffe und einen Säuregehalt von 0,10 Prozent.